# Office fédéral de l'environnement, des forêts et du paysage
L'Office fédéral de l'environnement, des forêts et du paysage (OFEFP) est un ancien office fédéral suisse. Il a existé de 1989 à fin 2005.

## Histoire
Le premier janvier 2006 il disparaît et forme avec l'Office fédéral des eaux et de la géologie, l'Office fédéral de l'environnement.